# Doop (sacrament)

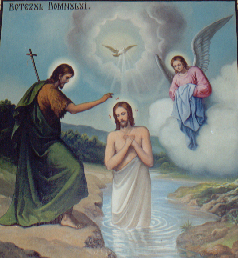
De doop van Jezus Christus door Johannes de Doper

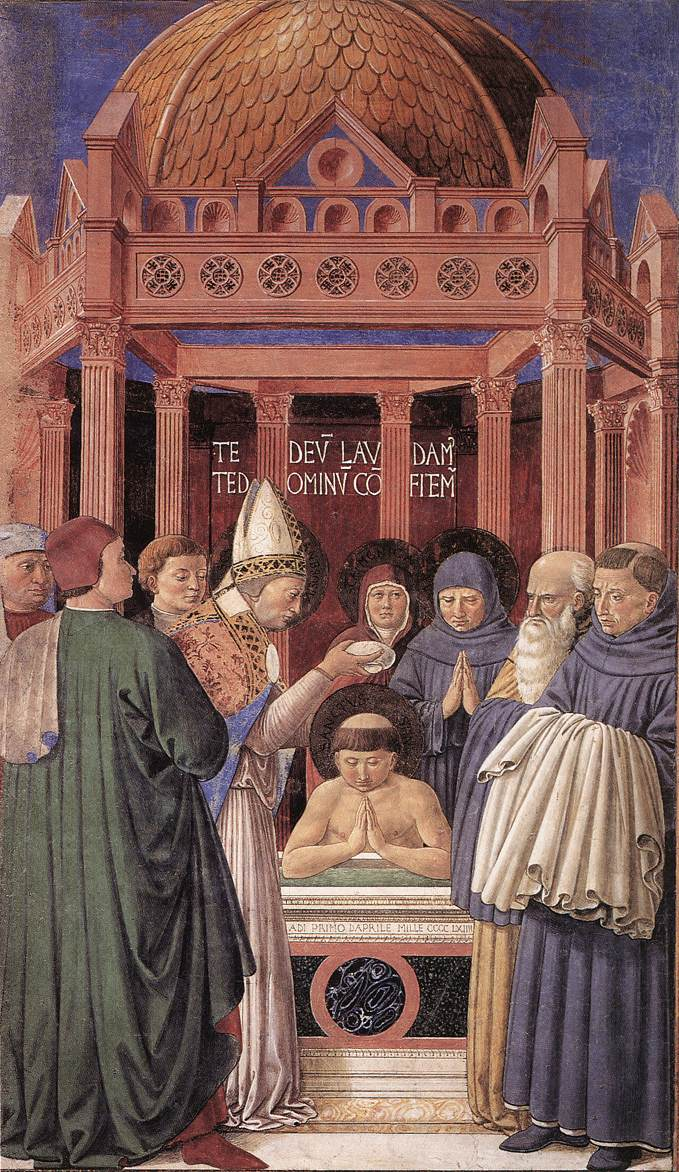
De doop van Augustinus

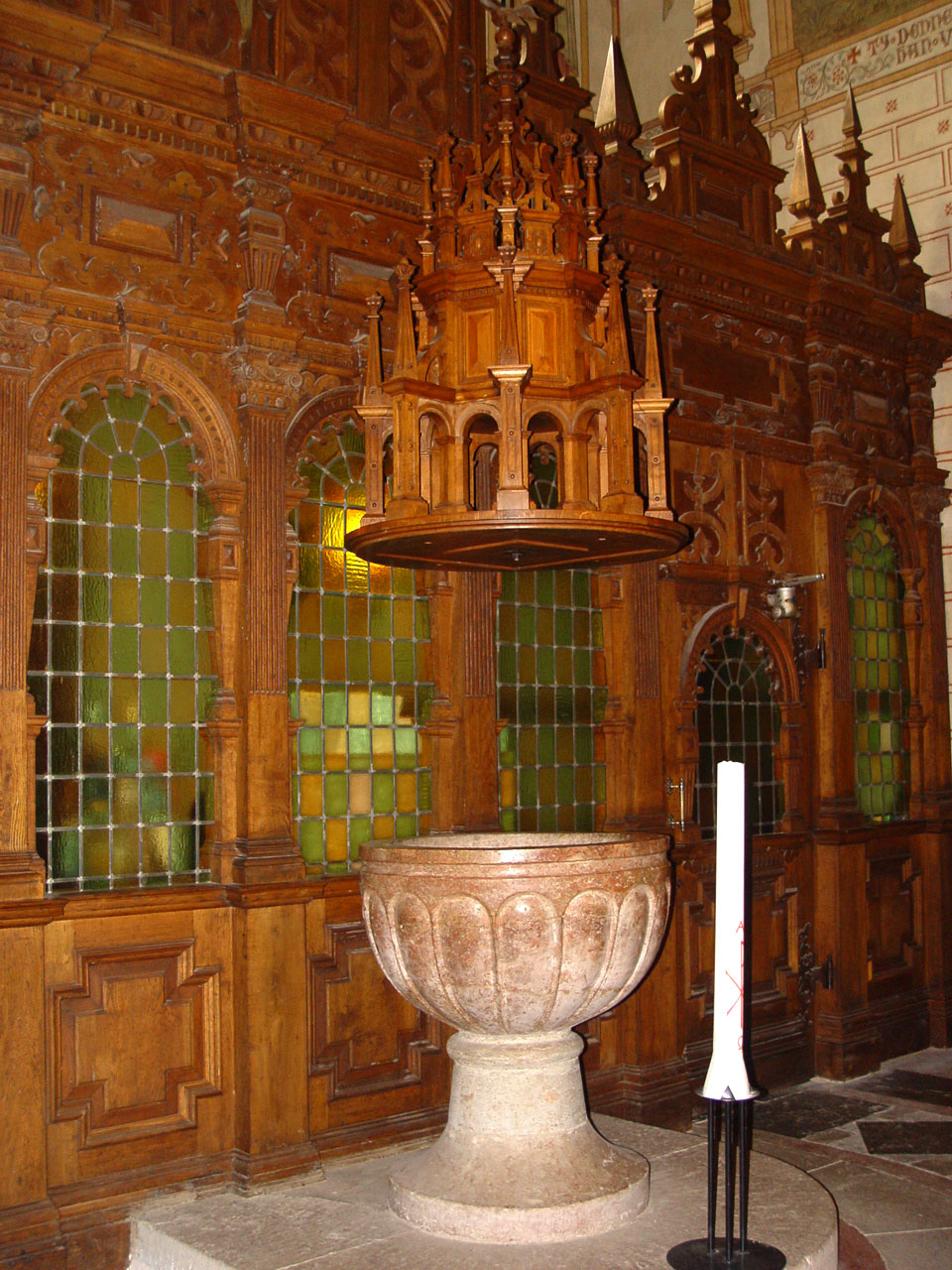
Doopvont op Gotland

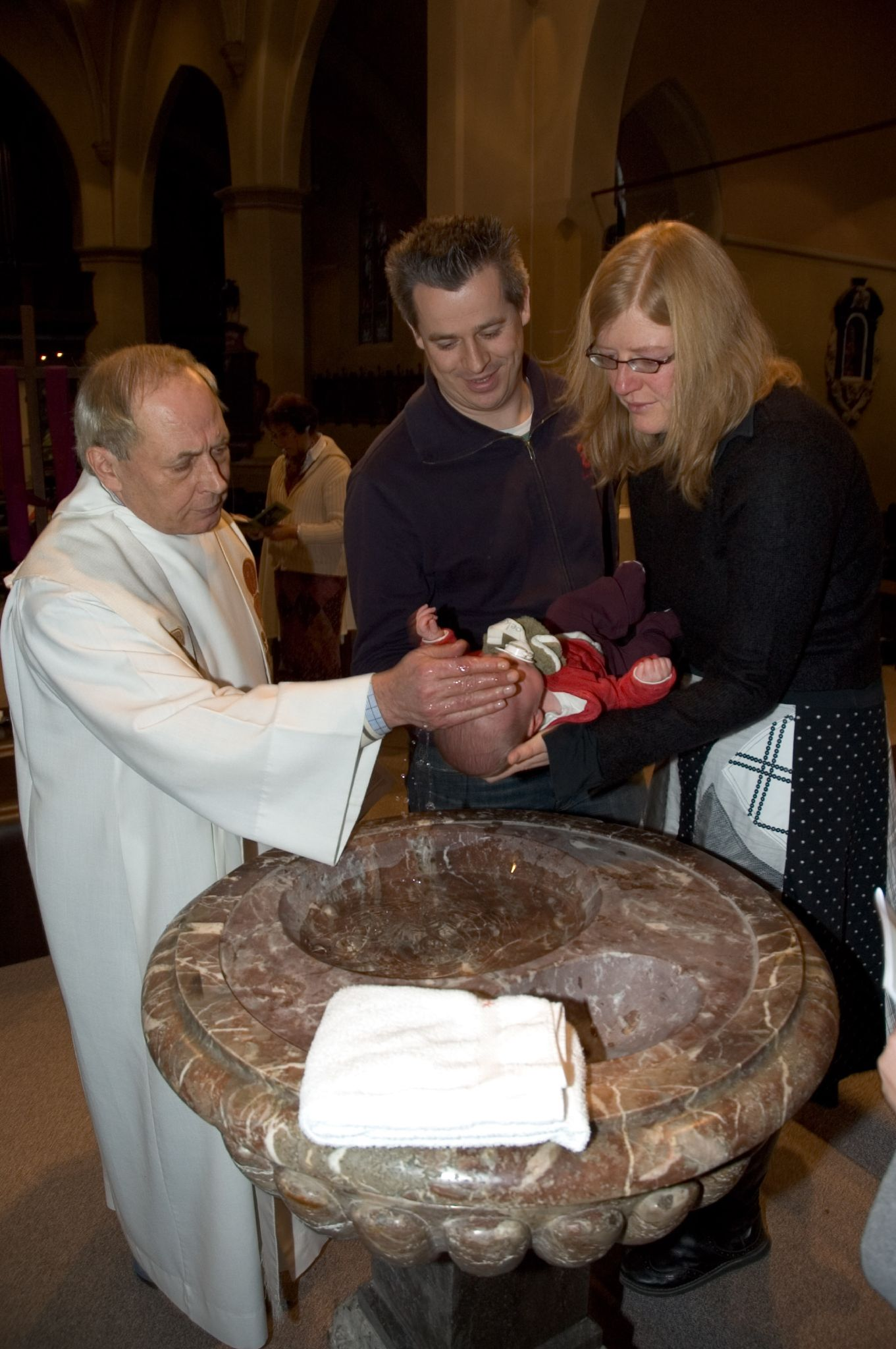
Kinderdoop door besprenkeling

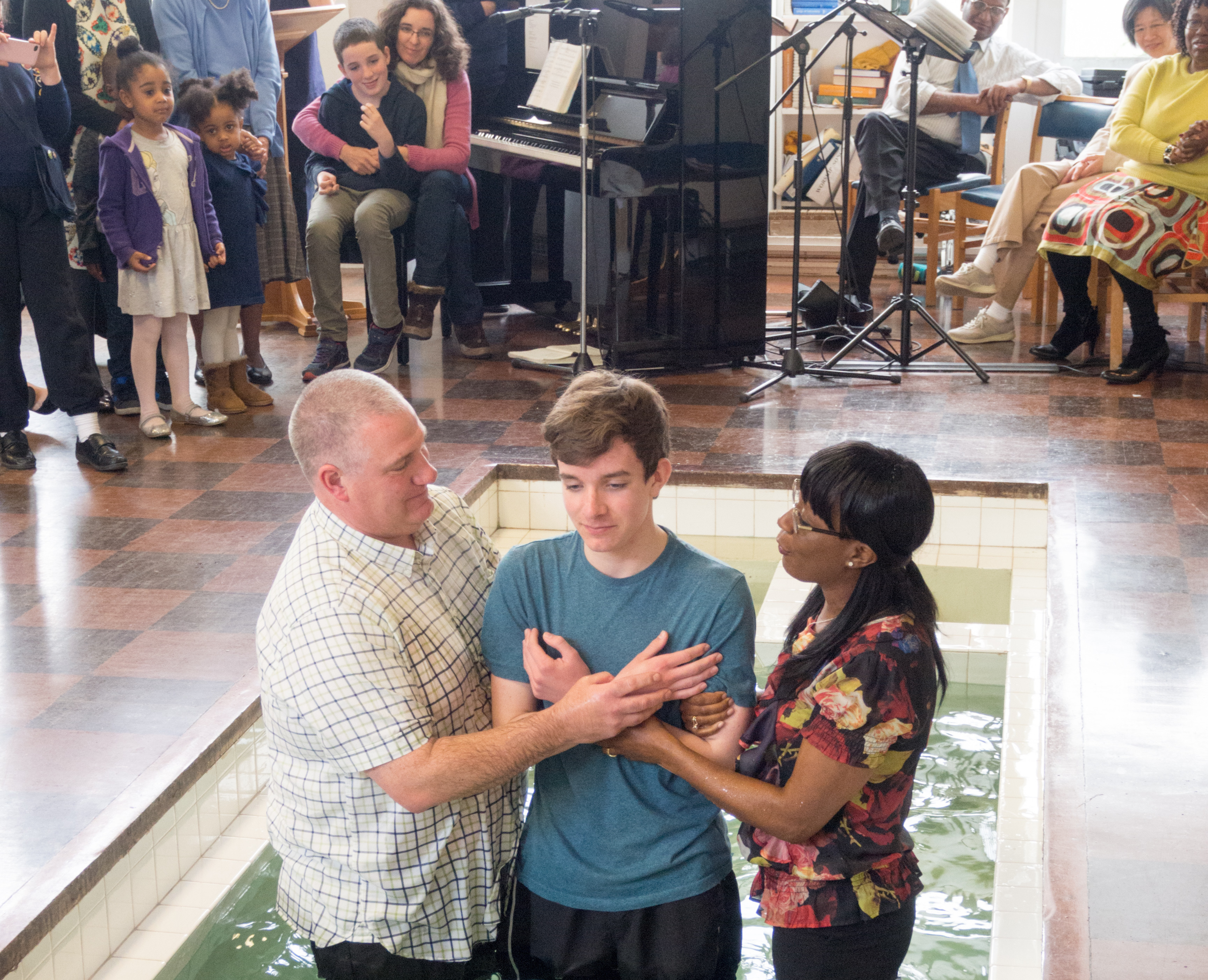
Volwassenendoop met onderdompeling

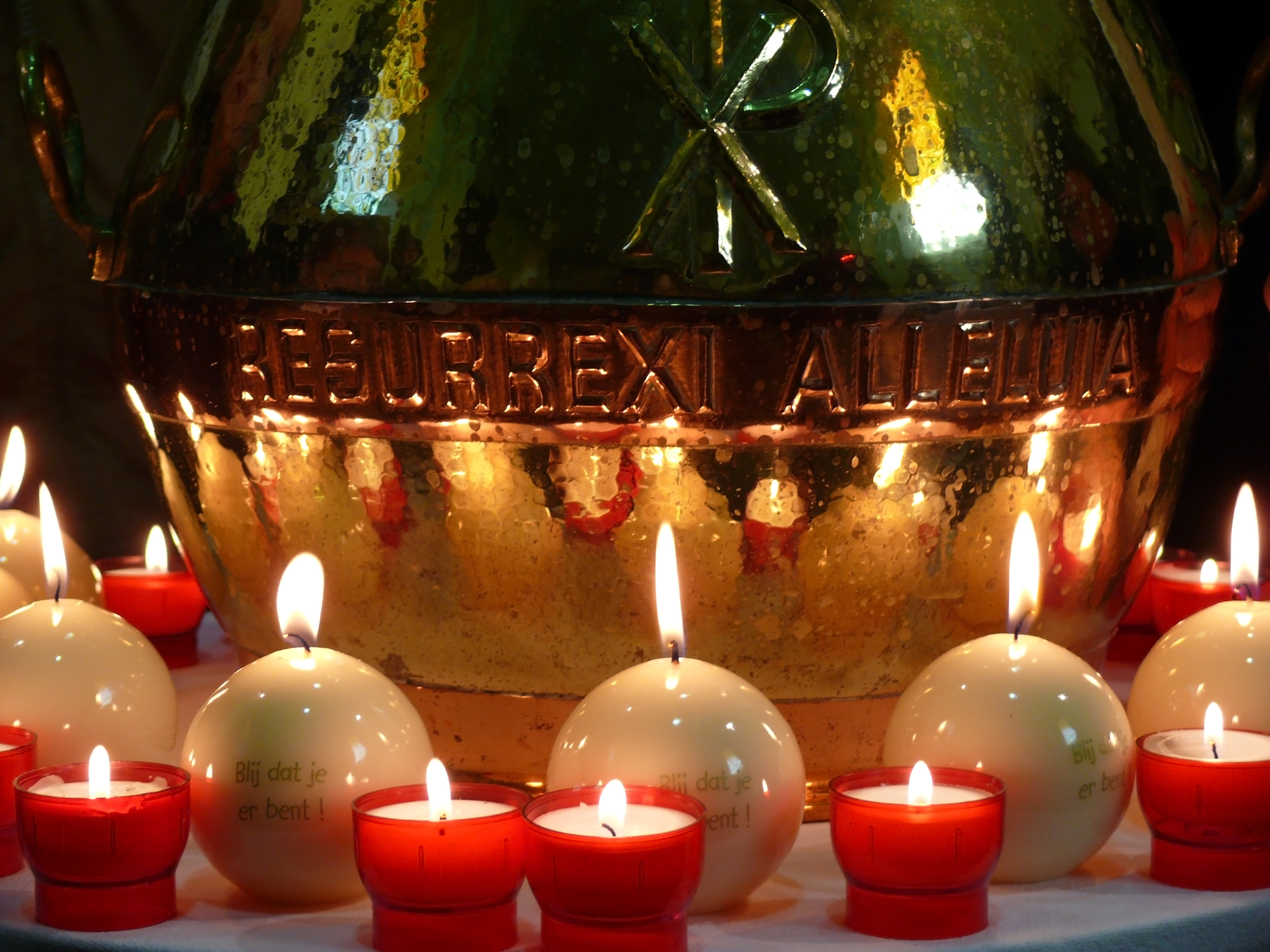
Doopkaarsen

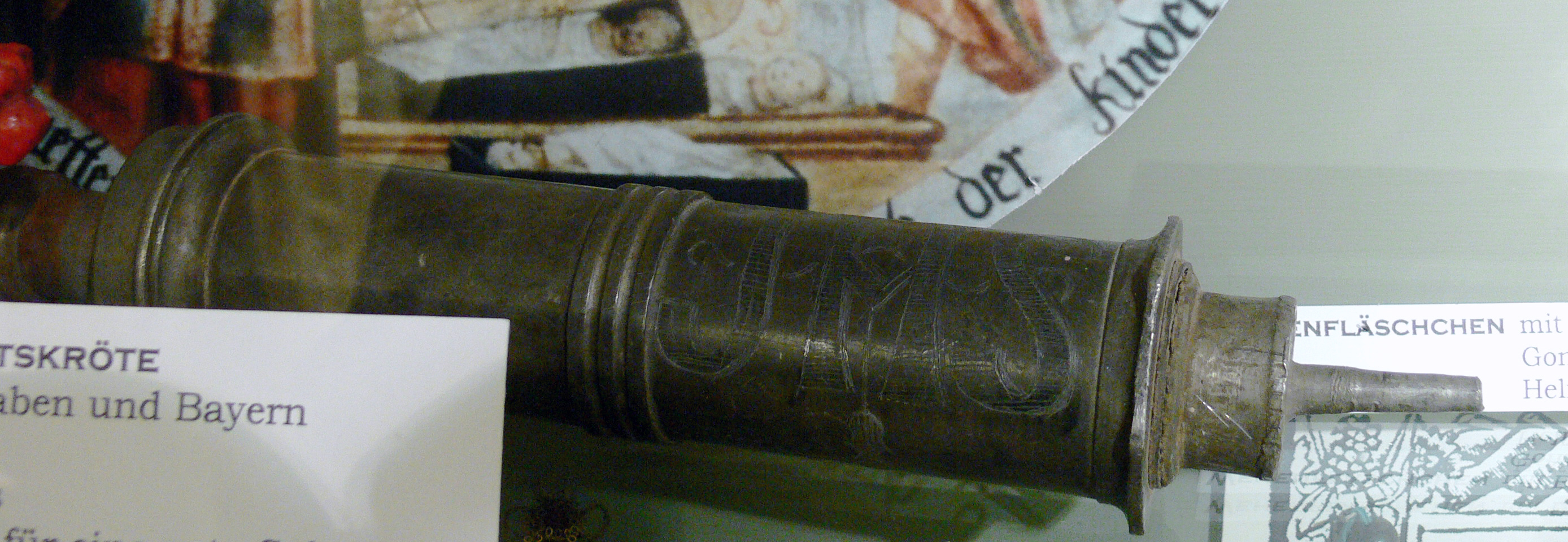
Doopspuit voor foetussen waarvan men dacht dat ze de geboorte niet zouden overleven. Dit instrument, dat door vroedvrouwen kon worden gebruikt voor een nooddoop, verspreidde zich vanaf de 18e eeuw en bleef in gebruik tot de 20e.

Het doopsel of de doop is binnen het christendom het sacrament (Mysterie in Orthodoxe Kerk) van de christelijke initiatie. De dopeling wordt overgoten met doopwater of erin ondergedompeld. Daarbij wordt vaak de doopformule uitgesproken: "Ik doop u in de naam van de Vader, de Zoon en de Heilige Geest", volgens Mattheüs 28:19. Door de doop noemt men zich christen; volgeling van Christus, maar volgens anderen moet men christen zijn voordat men gedoopt kan worden, omdat de doop volgt op bekering. In sommige protestantse gemeenten geeft de doop toegang tot de andere sacramenten, zoals het avondmaal.
Het doopsel wordt wederzijds door verschillende grote kerkgenootschappen erkend.

## Bijbelse oorsprong
De doop wordt vermeld in de Bijbel. In het Oude Testament komt het begrip doop niet zozeer voor, maar het Nieuwe Testament begint bij Johannes de Doper, die de doop van bekering en vergeving van zonden predikt. Jezus Christus laat zich dopen door Johannes de Doper. Ook de discipelen van Jezus pasten de dooppraktijk toe. Op de pinksterdag na de hemelvaart van Jezus werden ruim 3000 mensen gedoopt en zo ging dat door in alle christelijke gemeenten die ontstonden.
De apostel Paulus schrijft in zijn brief aan de Romeinen 6:4 een stuk onderwijs aangaande de doop. Hij beschouwt de doop als een begrafenis van de oude mens, waarna de nieuwe mens in Christus uit het watergraf opstaat. In Galaten 3:27 wordt de doop een "bekleed" worden met Christus genoemd. In de eerste brief van Paulus aan de Korintiërs 10:1-2 maakt Paulus een vergelijking tussen de doop en de doortocht van het volk Israël door de Schelfzee bij de uittocht uit Egypte.
In 1 Petrus 3:20-21 wordt de doop vergeleken met het verhaal van de zondvloed. Net zoals Noach en zijn gezin door het water heen gered werden, zo ook de gelovige, aldus Petrus.
Op grond van passages uit het Nieuwe Testament maakten veel vroegchristelijke auteurs een onderscheid tussen de waterdoop en de tweede doop die soms de bloeddoop (Cyprianus), maar meestal het martyrium (letterlijk 'getuigenis'; vertaald door 'martelaarschap') werd genoemd. Bij de waterdoop werd de mens gelouterd op bewust niveau. Door de tweede doop was de christen ook op onbewust niveau verlost van de eigen ‘demonen’. Dan vindt de opstanding van de ziel plaats en is de oude mens veranderd in de nieuwe mens die de belofte ontvangt van een eeuwig leven in het paradijs na de dood. Om de tweede doop te kunnen doorstaan kwam het regelmatig voor dat christenen zich onderwierpen aan gruwelijke vormen van marteling waarbij ze het leven konden verliezen.

## Joodse oorsprong
De doop als rite en teken is mogelijk afkomstig uit het jodendom. Daar was het echter geen eenmalige inwijdingsrite, maar een reinigingsrite die men vaker kan ondergaan. Ook kent het jodendom een rite als de doop bij het toetreden van een 'heiden' tot het jodendom. In het Oude Testament moet de heiden Naäman zich zevenmaal onderdompelen in de Jordaan. De joodse hogepriester moet voordat hij het Heilige van de tabernakel ingaat eerst zijn kleding afleggen, zich dan onderdompelen en vervolgens schone witte klederen aantrekken. Bekend is ook het dopen van Johannes de Doper, wiens werkzaamheid aan de prediking van Jezus Christus voorafging. Het wassen met water stond in het jodendom symbool voor rituele reiniging. Hedendaagse wetenschappers achten het op basis van het Johannesevangelie (vooral dan Johannes 3:22, 26 en Johannes 4:1-3 waarbij Johannes 4:2 een latere invoeging zou zijn).

## Verschillende tradities
De rooms-katholieke, oosters-orthodoxe en de meeste protestantse kerken uit de tijd van de Reformatie kennen de kinderdoop, waarbij een kind zo vroeg mogelijk gedoopt wordt. In de eerste eeuwen lieten christenen zich op hoge leeftijd dopen, omdat ze geloofden dat de doop alle zonden wegnam en dat nadien begane zonden enkel door een bijzondere genade Gods konden worden vergeven (Hebreeën 10:26). Augustinus was de eerste kerkvader die een zo vroeg mogelijke doop bepleitte. Hij beweerde dat de zielen van ongedoopte overledenen direct naar de hel gingen. De augustijnse leer werd de nieuwe traditie. Ouders mochten krachtens hun christelijke overtuiging de heilzame of zelfs heilsnoodzakelijke werking van het doopsel niet onthouden aan hun kind. Hierbij speelt op de achtergrond mee de gedachte dat de doop in plaats van de besnijdenis gekomen is. Wanneer veel nadruk gelegd wordt op dit laatste punt spreekt men in protestantse kerkgenootschappen ook wel over de verbondsdoop. Overigens kennen ook deze kerken de doop van volwassenen, namelijk wanneer iemand niet als kind gedoopt is.
De Vrije Evangelische Gemeenten die voortkwamen uit het Réveil kennen over het algemeen de kinderdoop. Binnen de kerken waar de kinderdoop wordt gepraktiseerd speelt de belijdenis op latere leeftijd een rol, in de Rooms-Katholieke Kerk tezamen met het vormsel. Een protestants gedoopt kind zal later als het volwassen is zijn doop moeten beamen door in het openbaar belijdenis voor de protestantse gemeente van het geloof af te leggen. Hierdoor is in deze reformatorische gemeenten sprake van doopleden en belijdende leden.
Andere gemeenschappen zoals de doopsgezinden, de baptisten, Vergadering van gelovigen, Zevendedagsadventisten, Volle evangeliegemeentes, pinkstergroeperingen, Jehova's getuigen en christenen - niet aangesloten bij een gemeenschap -  kennen de volwassendoop (bij baptisten, waar het vanaf 12-jarige leeftijd kan, ook geloofsdoop genoemd) waarbij de nadruk ligt op de openbare belijdenis van het geloof door de dopeling (zie ook: anabaptisme). Daarnaast dopen sommige mensen in kleine samenkomsten (bijvoorbeeld zonder kerkceremonie maar in een natuurplas/rivier/zee) en daar zijn niet zoveel mensen bij als bij een kerkelijke doopceremonie. Denk aan 2-15 personen.
Zowel binnen de rooms-katholieke, oosters-orthodoxe als de protestantse kerken is de doop een van de sacramenten. Volgens de rooms-katholieke geloofsleer ontvangt de gedoopte heiligmakende genade, de vergiffenis van alle voordien begane zonden (inclusief erfzonde) en een onuitwisbaar merkteken op de ziel. In de Rooms-Katholieke Kerk wordt het plechtige doopsel door een priester of diaken (soms door een bisschop) toegediend. De bedienaar giet in de Latijnse Kerk driemaal doopwater op en over het hoofd van de dopeling, in de naam van de Vader en de Zoon en de Heilige Geest. In noodsituaties mag binnen katholieke gemeenschappen de nooddoop worden toegepast door iedereen, zelfs een niet-gedoopte. Bij de mormonen is het ook mogelijk om een overleden familielid te laten dopen. Een nog levend kerklid neemt dan de plaats in van de overleden persoon. Men gelooft dat de overledene dan zelf de keuze heeft om het doopsel aan te nemen, of niet.
Bij het merendeel van de christelijke geloofsgemeenschappen gaat men door de doop ook horen tot die geloofsgemeenschap of (kerkelijke) gemeente. In dit geval is er tevens sprake van het worden van een lidmaat van het lichaam (van Christus). Binnen veel vrije evangelische of pinkstergemeenten zijn de doop en het lidmaatschap van een gemeente niet aan elkaar gekoppeld. Door een openbare belijdenis van geloof wordt men een lid van het lichaam van Christus, maar vaak laten zij taken over aan gedoopten. Men kan niet zeggen dat het verder consequenties heeft bij hen, lid worden is een formulier invullen, soms contributie of tienden betalen, maar staat los van de doop. Er is bij hen een soort onderscheid tussen het "geestelijke" lichaam van Christus en de gemeente als menselijke organisatie.
Binnen de tradities van doop door onderdompeling bestaan een paar kleine kerkelijke richtingen die driemaal onderdompelen, namelijk bij het noemen van de afzonderlijke naam van de Vader, de Zoon en de Heilige Geest.
Het woord 'doop' in het Nieuwe Testament is in het Grieks 'baptisimo', hetgeen volledig onderdompelen of wassen betekent. In het Latijn en in het Credo van de apostolische Kerk leest men dan ook baptisma.
In sommige protestante kringen wordt een onderscheid gemaakt tussen de doop in water en de doop in de Geest. Dit wordt vooral gevoed doordat Paulus spreekt over verschillende dopen, zoals Israël in de woestijn gedoopt werd in de zee (waterdoop) alsook gedoopt werd in de wolk (Geestesdoop). In de Rooms-Katholieke Kerk beschouwt men het vormsel en het doopsel tezamen als volmaakte Geestesdoop.
In Mattheus 3:11, Markus 1:8, Lukas 3:16 en Johannes 1:33 zegt Johannes de Doper dat Jezus niet is gekomen om slechts met water te dopen, maar met de Geest en met vuur. Verder zegt Hij in Johannes 3:5 dat de mens moet worden wedergeboren uit water en Geest.

## Doopformule
De doop geschiedt door water en soms met het uitspreken van een bepaalde formule. De woorden van de "doopformule" staan in Matteüs 28:19. Daar luidt de opdracht van Christus aan Zijn discipelen:
Ga dus op weg en maak alle volken tot mijn leerlingen, door hen te dopen in de naam van de Vader en de Zoon en de heilige Geest en hun te leren dat ze zich moeten houden aan alles wat ik jullie opgedragen heb.
De doop vindt dus plaats onder het uitspreken van: Ik doop je in de naam van de Vader, van de Zoon en van de Heilige Geest.
Het woordje in (Grieks: eis) heeft vanuit het Grieks de gedachte: "ik breng u in gemeenschap met". Het woordje betekent hier dus niet: ik doop "in opdracht van".
Niet elke christelijke geloofsgemeenschap gebruikt deze trinitaire doopformule. Sommige protestantse groepen en sekten gebruiken andere vormen. De rooms-katholieke, oosters-orthodoxe, orthodox-protestantse en anglicaanse gemeenschappen vereisen voor de geldigheid van het sacrament wel de gebruikelijke trinitaire formule voor de doop, daar deze degene is die expliciet in de Bijbel vermeld wordt.
In Handelingen 2:38 is er sprake van de doop in de naam van Jezus Christus.

### Kritiek
Deze doopformule in Mattheus 28 is de enige plaats in het Nieuwe Testament waarin Jezus zelf de Drievuldigheid in de mond zou hebben genomen. Uit niets blijkt dat elders in het Nieuwe Testament deze doopformule ook werkelijk zou zijn toegepast door zijn volgelingen. De vroegst bekende schriftelijke versies zijn van rond de tijd van het Concilie van Nicea.

## Katholieke dooptheologie en controversen
In de rooms-katholieke en met Rome geünieerde oosters-katholieke kerken wordt, net als overigens onder de oosters-orthodoxen, de doop of indien niet gedoopt het verlangen gedoopt te worden (doopsel van begeert) als een heilsnoodzakelijk sacrament gezien zonder hetwelk men de hemel niet kan binnengaan. In de westelijke Kerk was op veel plaatsen lange tijd gebruikelijk om doodgeboren kinderen en ongedoopt gestorven baby's in ongewijde aarde te begraven. Inmiddels bestaat deze kwetsende omgang met ongedoopt gestorvenen niet meer, hoewel het begraven worden in gewijde aarde nog wel aan katholieken/gedoopten voorbehouden is. Ongedoopt gestorven kinderen worden tegenwoordig door de Rooms-Katholieke Kerk met veel respect begraven en er wordt voorafgaand ook een uitvaartmis opgedragen voor hun zielenrust. Immers, naar de rooms-katholieke en oosters-orthodoxe theologie zijn zij weliswaar nog met de erfzonde belast, maar worden zij volgens sommigen door God buitengewoon verlicht om het Doopsel van begeerte aan te nemen, volgens anderen blijven zij in alle eeuwigheid in een staat van volmaakt natuurlijk geluk, waarbij zij echter wel de gelukzalige aanschouwing van God in de hemel moeten missen. Uit de interpretatie van deze laatste theologische opvatting, dat van de limbus ontstond de misvatting, dat deze kinderen, die geen enkele persoonlijke zonde bedreven hebben, naar de hel zouden gaan. Dit is dan echter niet in straffende zin het geval, daar in de hel slechts diegenen eeuwig gestraft worden die door eigen schuld en door eigen wil doodzonde begaan hebben en hiervoor geen vergeving gezocht hebben. Het doopsel van bloed wordt door sommigen als toepasselijk gezien voor foetussen die niet geboren worden als gevolg van een abortus.
De rooms-katholieke theologie onderscheidt dus drie soorten waarop de mens aan de doopgenade deelachtig kan worden:
1. Door de waterdoop, die voor eenieder die haar kan ontvangen absoluut verplicht en heilsnoodzakelijk is. Aan de hemel zullen door de waterdoop ook deelachtig worden: onwetende kinderen die in ketterse niet-katholieke genootschappen geldig gedoopt zijn, onwetend of te goeder trouw dwalende niet-katholieken die niet in staat van doodzonde verkeren. Degenen die bewust de rooms-katholieke leer bestrijden of verwerpen met hardnekkige innerlijke tegenstand en wel geldig gedoopt zijn, zijn - volgens de katholieke leer - daarentegen wél van het heil uitgesloten.
2. Door het Doopsel van begeerte dat tot stand komt door een volmaakte liefde en het door bovennatuurlijk geloof in Jezus Christus en diens Rooms-Katholieke Kerk. Zo worden bijvoorbeeld catechumenen die voor hun doopsel onverwacht sterven geacht worden deze vorm het doopsel ontvangen te hebben. Door sommigen wordt deze vorm van doopgenade ook toegepast op de bijzondere gevallen van hen die zonder eigen schuld in absolute onwetendheid over het christendom leven én daarbij één Schepper en de natuurwet volgen. Deze laatste situatie lijkt echter uiterst zelden voor te komen, zeggen bepaalde theologen.[bron?]
3. Door het Doopsel van bloed van hen die hun bloed als martelaren gaven voor het getuigenis van Christus en nog niet gedoopt waren. Vereist is hiervoor wel, dat deze niet bewust in tegenstand tegen de Katholieke Kerk leefden.

In Boston bestreed sinds de jaren 40 van de twintigste eeuw de geëxcommuniceerde rooms-katholieke priester Leonard Feeney de concepten van doopsel van begeerte en doopsel van bloed. Hij en zijn beweging accepteerden enkel de waterdoop. Vanwege zijn rigide opvatting van de doop en het heil werd Feeney, die professor aan een seminarie was, ontslagen en in 1949 door de Congregatie voor de Geloofsleer geëxcommuniceerd. Vlak voor Feeneys dood in de jaren 70 kwam echter verzoening tot stand door toedoen van paus Paulus VI en de excommunicatie werd opgeheven; Feeneys theologie werd voortaan getolereerd, maar zeker niet aanvaard.
Het Heilig Officie (kardinaal Ottaviani) bestreed in de jaren 40 en de jaren 50 met grote ijver zowel de rigide uitwassen (Feeney) als ook de liberale modernistische theologie over het eeuwig heil rond het doopsel.
De Codex Iuris Canonici, het wetboek van de Katholieke Kerk, schrijft overigens voor dat volwassenen die gedoopt worden in dezelfde mis het H. Vormsel ontvangen en de Eerste Heilige Communie.

## "Ontdopen"
De doop ongedaan maken is niet mogelijk. Men kan wel met behulp van een Actus Formalis Defectionis ab Ecclesia Catholica of afhankelijk van het land per brief,  de bevoegde bisschop te kennen geven dat men de Kerk wil verlaten, dit wordt kerkuittreding genoemd. Dit wordt dan in het doopregister vermeld. De Kerk beschouwt een dergelijke aanvraag tot schrapping uit het doopregister als een daad van geloofsafval, ketterij of een schismatische daad, waarvoor het canon 1364 §1 van het canoniek recht van toepassing is. De doop zelf, als binding met het Lichaam van Christus, kan volgens de Kerk niet ongedaan gemaakt worden omdat dit een ontologische en permanente binding is. Er worden dan ook geen namen uit het doopregister verwijderd, maar zij kunnen wel onleesbaar gemaakt worden. Met de komst van de Algemene verordening gegevensbescherming is de kerk verplicht om de naam van betrokkene onleesbaar te maken wanneer men hier om verzoekt. Op de foto is een voorbeeld zichtbaar van een onleesbaar gemaakte naam. Deze foto is een afbeelding van het doopregister van de parochie Heilige Willibrord te Deurne, Noord-Brabant.

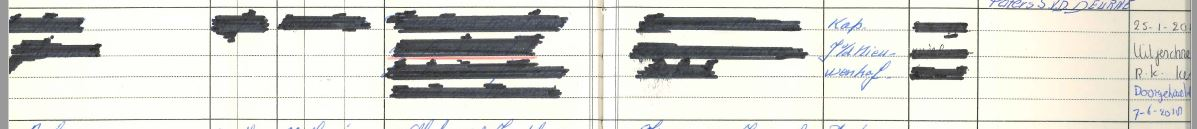
Voorbeeld van verwijdering uit doopregister

In Vlaanderen zag men in 2010 een stijging van het aantal mensen dat volgens de katholieke ritus gedoopt werd en zich wou laten "ontdopen". Een voorname aanleiding hiervoor is het bekend worden van seksueel (kinder)misbruik door dienaren van de Kerk. Elke keer dat de katholieke kerk in opspraak komt, merken de bisdommen een stijging in aanvragen tot schrapping uit het doopregister. De Humanistisch-Vrijzinnige Vereniging (HVV) verspreidt in België al meer dan 25 jaar kerkuittredingsformulieren. De motivatie hiervoor is dat gedoopt zijn meestal niet het gevolg is van een eigen keuze - de meeste mensen worden gedoopt als baby - en zij van oordeel is dat dit in strijd zou zijn met het recht op zelfbeschikking van ieder mens.
In 2007 heeft een Spaans gerechtshof het aartsbisdom Valencia opgedragen de naam van een man uit het doopregister te schrappen met de argumentatie: "…dat de burger zijn fundamentele recht moet kunnen uitoefenen om over zijn persoonlijke gegevens te beschikken. Bovendien verdedigt het hof de stelling dat de doopregisters te beschouwen zijn als databases met een persoonlijk karakter, waardoor ze onderworpen zijn aan de wetgeving op het gebied van bescherming persoonsgegevens. Ten slotte dienen ze ook de actuele situatie weer te geven."

## Naamgeving
In sommige kringen, vooral bij katholieken, is het gebruikelijk dat bij de doop ook een naam wordt gegeven. Uit Lukas 1:59 en 2:21 weten we dat het in de tijd van Jezus gebruikelijk was om bij de besnijdenis een naam aan een kind te geven en misschien is deze gewoonte door de christenen overgenomen, maar dan bij de doop. Men spreekt dan van een doopnaam. Ook zegt men wel zoiets als "We hebben ons huis Weltevreden gedoopt", zonder dat er van doop sprake is. Op eenzelfde manier wordt dopen gebruikt bij de naamgeving van een schip.
In geboorteberichten leest men weleens dat een kind bij de doop de naam .... zal ontvangen. Het lijkt er dan op dat de naam al is vastgesteld, maar nog niet aan het kind is uitgereikt.
Soms krijgt een kind als doopnaam een naam van een heilige of wordt het genoemd naar een peetoom of peettante.